# ژو ژو (بازیگر)
ژو ژو (به انگلیسی: Zhu Zhu) (زاده ۱۹ ژوئیه ۱۹۸۴) بازیگر چینی است.
از فیلم‌هایی که وی در آن نقش داشته است می‌توان به تیوبلایت اشاره کرد.